# IWar
iWar — це термін, який використовується НАТО для опису форми війни в Інтернеті .

## Порівняння з іншими термінами
iWar відрізняється від кібер-війни, кібер-тероризму та інформаційної війни. Вони мають за об'єкт важливі військові і критичні об'єкти інфраструктури, їхнім полем бою є мережі зв'язку і супутникової розвідки. iWar насаперед стосується нападу, здійсненого через Інтернет, орієнтований на споживача інфраструктури Інтернету, наприклад: вебсайти, які надають доступ до онлайн-послуги .

## iWar-атаки
iWar проводиться за допомогою атак типу «на відмову в обслуговуванні», коли здійснюється бомбардування комп'ютера або мережі в Інтернеті великою кількістю запитів про надання інформації з метою виведення їх з нормального режиму роботи.

## Майбутнє iWar
Такі тенденції,як підвищена вразливість Інтернет-об'єктів, і легкість нападу можуть зробити тотальні iWar можливими.

## Приклади
Конфлікт 2008 року між Росією і Грузією навколо Південної Осетія ознаменував початок iWar .